# Vancouver Rise FC
Il Vancouver Rise FC è una squadra di calcio femminile canadese, che partecipa alla Northern Super League, il massimo campionato nazionale.